# 데니스 크리스토퍼
데니스 크리스토퍼(Dennis Christopher, 1955년 12월 2일 ~ )는 미국의 배우이다.

## 출연 작품
- 달려라 청춘
- 장고: 분노의 추적자 - 리오니드 모귀 역
- 조브리아스 A.D. - 본인 역